# Richard Theiner
Richard Theiner (Mals, 17 de maio de 1958) é um político sul-tirolês, presidente do partido italiano de língua alemã Südtiroler Volkspartei.
Richard Theiner estudou direito na Universidade de Bolonha. Em 18 de abril de 2009 foi eleito o novo dirigente do Partido Popular Sudtirolês.